# Alayah Pilgrim
Alayah Pilgrim, född den 29 april 2003 i Muri, är en schweizisk fotbollsspelare.

## Karriär
Alayah Pilgrim inledde sin seniorkarriär i FC Aarau år 2017. Hon har även spelat i Basel och FC Zürich innan hon 2024 kontrakterades av AS Roma. Hon  representerar även det schweiziska damlandslaget, där hon debuterade år 2023.